# The Pallid Dawn
The Pallid Dawn è un cortometraggio muto del 1917 diretto da E. H. Calvert e prodotto dalla Essanay di Chicago. Quattordicesimo corto della serie Is Marriage Sacred?.

## Produzione
Il film fu prodotto dalla Essanay Film Manufacturing Company.

## Distribuzione
Distribuito dalla General Film Company, il film - un cortometraggio di due bobine - uscì nelle sale cinematografiche USA il 17 marzo 1917.